# Hierodulella albomaculata
Hierodulella albomaculata är en bönsyrseart som beskrevs av Zhang 1991. Hierodulella albomaculata ingår i släktet Hierodulella och familjen Mantidae. Inga underarter finns listade i Catalogue of Life.